# Глубокский молочноконсервный комбинат
Глубокский молочноконсервный комбинат (Глубокский МКК; бел. Глыбоцкі малочнакансервавы камбінат) — белорусское предприятие, расположенное в городе Глубокое, Витебской области, один из двух крупнейших молочноконсервных комбинатов в Республике Беларусь.

## История
В 1966 году в соответствии с восьмым пятилетним планом развития народного хозяйства СССР началось строительство молочноконсервного завода, завершившееся в 1971 году. 1 января 1972 года он был введён в эксплуатацию как молочноконсервный комбинат. Комбинат входил во Всесоюзное объединение предприятий молочно-консервной промышленности и продуктов детского питания «Союзконсервмолоко» Министерства мясомолочной промышленности СССР. На комбинате первоначально использовалось американское, немецкое, советское, чехословацкое и шведское оборудование. Первоначально комбинат производил сгущённое молоко с сахаром и без сахара, цельномолочную продукцию, животное масло, впоследствии был освоен выпуск стерилизованных молочных консервов, заменителей цельного молока (до 1996 года), сухого обезжиренного и цельного молока, сухих смесей для мороженого. Сырьевой зоной комбината изначально были Глубокский и Шарковщинский районы Витебской области. В 1997 году комбинат преобразован в открытое акционерное общество. Комбинат входит в областной концерн «Витебскмясомолпром» (в настоящее время — «Мясо-молочные продукты»).

## Современное состояние
Комбинат производит молоко цельное сгущённое с сахаром, какао и ароматизаторами (в жестяной и пластиковой упаковке), частично обезжиренное сгущённое молоко, молоко сгущённое вареное, сухие молочные консервы, масло, кефир, сметану, творог, полутвёрдые сыры, молоко, творожный крем. На предприятии действуют консервный, масло-, цельномолочный, сухого молока, жестянобаночный, сырный (в г. Браславе) цеха, а также филиал «Браславрыба». В 2016 году выручка предприятия составила 68 млн долларов.
В 2018 году ОАО «Глубокский молочноконсервный комбинат» преобразовано в унитарное производственное предприятие. 25 мая 2020 года УПП преобразовано обратно в ОАО.